# Cinta Mulya
Cinta Mulya is een bestuurslaag in het regentschap Sumedang van de provincie West-Java, Indonesië. Cinta Mulya telt 8672 inwoners (volkstelling 2010).